# Hecatera semiconfluens
Hecatera semiconfluens är en fjärilsart som beskrevs av Barend J. Lempke 1964. Hecatera semiconfluens ingår i släktet Hecatera och familjen nattflyn. Inga underarter finns listade i Catalogue of Life.